# 백낙삼
백낙삼(白樂三, ? ~ ?)은 일본군 첩보원 출신의 대한제국 지방 관료이다. 본관은 수원이다.

## 생애
백낙삼은 본적이 서울 서대문구 미동이라는 것 외에는 신상에 대해 알려져 있지 않다. 일본어와 러시아어에 모두 능통한 인물이었다.
대한제국 시기인 1897년에 러시아와의 전쟁을 준비하고 있던 일본군에 발탁되어 일본군 및 일본공사관에서 첩보 업무를 담당했다. 1903년에는 서울에 있는 러시아공사관 소속 무관의 번역관으로 일했다. 이때는 러일 전쟁 직전이었는데, 백낙삼은 러시아 내부 정보를 탐지해 이를 일본 측에 전하는 일을 했다.
1904년 2월 러일 전쟁이 발발했다. 백낙삼은 평안도 지역을 돌면서 러시아군의 동태를 살피고 이를 일본군에 전달하여 작전 수행에 많은 도움을 주었다. 지역민을 이용하여 러시아군의 정보를 빼내고 일본군 군수품을 조달했으며, 위험을 무릅쓰고 압록강 상류 지역까지 진출해 정찰 임무를 수행했다.
백낙삼은 이 임무를 마치고 곧바로 평안북도 관찰부의 주사로 임명되면서 관직에 들어섰다. 1905년에는 평북 선천군 군수에 임명되었다. 군수 재직 중에도 이 지역에 주둔한 일본군을 적극적으로 도왔다. 당시 언론 보도에 따르면, 돈이 아니면 판결하지 않을 정도로 “탐욕스럽고 포학”한 인물로, 일본 헌병대를 믿고 축재를 하면서 지역민들을 가혹하게 다루어 원성이 높았다.
러일 전쟁에서 세운 공로를 인정받아 1908년 일본 정부로부터 훈6등 욱일장을 수여받았다.

## 사후
군 첩보 업무에 종사한 백낙삼은 대한민국 친일반민족행위진상규명위원회가 행적을 발굴하여 2007년 발표한 친일반민족행위 195인 명단 관료 부문에 포함시켰다.

## 같이 보기
- 러일 전쟁

## 참고자료
- 친일반민족행위진상규명위원회 (2007년 12월). 〈백낙삼〉 (PDF). 《2007년도 조사보고서 II - 친일반민족행위결정이유서》. 서울. 958~963쪽쪽. 발간등록번호 11-1560010-0000002-10. [깨진 링크(과거 내용 찾기)]